# Sphragista kitchingi
Sphragista kitchingi är en fjärilsart som beskrevs av Bethune-Baker 1909. Sphragista kitchingi ingår i släktet Sphragista och familjen tofsspinnare. Inga underarter finns listade i Catalogue of Life.